# Championnats du monde de ski de vitesse
Les Championnats du monde de ski de vitesse sont une compétition bisannuelle de ski de vitesse où les meilleurs skieurs de vitesse se retrouvent.
Sport de démonstration à l'occasion des Jeux olympiques de 1992 à Albertville, les Championnats du monde sont aujourd'hui l'événement le plus prestigieux, suivi de la Coupe du monde. Les premiers Championnats du monde officiellement reconnus par la FIS sont ceux de 1995 ; ils existent néanmoins depuis 1981.

## Palmarès

### Hommes
| Édition                                                | Or                                | Argent                            | Bronze                            |
| Championnats organisés par la FIS                      | Championnats organisés par la FIS | Championnats organisés par la FIS | Championnats organisés par la FIS |
| ------------------------------------------------------ | --------------------------------- | --------------------------------- | --------------------------------- |
| 2025 Vars                                              | Simon Billy                       | Manuel Kramer                     | Simone Origone                    |
| 2024 Vars                                              | Simon Billy                       | Radim Palan                       | Manuel Kramer                     |
| 2023 Vars                                              | Simon Billy                       | Simone Origone                    | Manuel Kramer                     |
| 2022 Vars                                              | Simon Billy                       | Manuel Kramer                     | Simone Origone                    |
| 2019 Vars                                              | Simone Origone                    | Simon Billy                       | Klaus Schrottshammer              |
| 2017 Idre Fjall                                        | Bastien Montes                    | Manuel Kramer                     | Klaus Schrottshammer              |
| 2015 Grandvalira                                       | Ivan Origone                      | Simone Origone                    | Klaus Schrottshammer              |
| 2013 Vars                                              | Simone Origone                    | Bastien Montes                    | Simon Billy                       |
| 2011 Verbier                                           | Simone Origone                    | Ivan Origone                      | Bastien Montes                    |
| 2009 Vars                                              | Simone Origone                    | Philippe May                      | Jonathan Moret                    |
| 2007 Verbier                                           | Simone Origone                    | Philippe May                      | Bastien Montes                    |
| 2005 Breuil-Cervinia                                   | Simone Origone                    | Philippe May                      | Ross Anderson                     |
| 2003 Salla                                             | Jukka Viitasaari                  | John Hembel                       | Marc Poncin                       |
| 2001 Breuil-Cervinia                                   | Jukka Viitasaari                  | Philippe Goitschel                | Serge Perroud                     |
| 1999 Idre Fjâll                                        | Philippe Goitschel                | Jyrki Jokipii                     | Johan Rousseau                    |
| 1995 Ylläs                                             | Philippe Goitschel                | Bengt Jonnson                     | Esa Maata                         |
| Championnats organisés par France Ski de vitesse (FSV) |                                   |                                   |                                   |
| 2006 Pro Les Arcs                                      | Simone Origone                    | Ivan Origone                      | Jonathan Moret                    |
| 2005 Pro Les Arcs                                      | Jukka Viitasaari                  | Philippe May                      | Simone Origone                    |
| 2004 Pro Vars/Les Arcs                                 | Simone Origone                    | Philippe May                      | Jonathan Moret                    |
| 2003 Pro Les Arcs                                      | John Hembel                       | Meryn Vunderink                   | Martin Lachaud Jukka Viitasaari   |
| 2002 Pro Les Arcs                                      | Laurent Sistach                   | Johan Rousseau                    | Jukka Viitasaari                  |
| 2001 Pro Les Arcs                                      | Laurent Sistach                   | Ross Anderson                     | Martin Lachaud                    |
| 2000 Pro Les Arcs                                      | Philippe Goitschel                | Serge Perroud                     | Jyrki Jokipii                     |
| 1999 Pro Aspen/Vars/Les Arcs/Hundfjället               | Jeffrey Hamilton                  | Philippe Goitschel                | Johan Rousseau                    |
| 1998 Pro Vars/Les Arcs/Hundfjället                     | Jeffrey Hamilton                  | Harry Egger                       | Philippe Billy                    |
| 1997 Pro Vars/Les Arcs/Hundfjället                     | Jeffrey Hamilton                  | Philippe Billy                    | Harry Egger                       |
| 1996 Pro Vars/Les Arcs                                 | Philippe Billy Markku Tammela     | -                                 | Jeffrey Hamilton                  |
| 1994 Pro Les Arcs                                      | Harry Egger                       | Bengt Johnson                     | Jeffrey Hamilton                  |
| Championnats organisés par d'autres fédérations        |                                   |                                   |                                   |
| 1987 La Clusaz                                         | Michaël Prüfer                    | Steve McKinney                    | Alain Stump                       |
| 1986 La Clusaz                                         | Pertti Leppälä                    | Dana Meeks                        | Jean-Cédric Michel                |
| 1985 Les Arcs                                          | Gerhard Pöttler                   | François Pouit                    | Alain Stump                       |
| 1984 Les Arcs                                          | Franz Weber                       | Steve McKinney                    | Pierre-Yves Jorand                |
| 1982 Velocity Peak                                     | Franz Weber                       | Terry Watts                       |                                   |
| 1981 Storm Peak                                        | Franz Weber                       | Steve McKinney                    | Paul Buschmann                    |

### Femmes
| Édition                                                | Or                                | Argent                            | Bronze                            |
| Championnats organisés par la FIS                      | Championnats organisés par la FIS | Championnats organisés par la FIS | Championnats organisés par la FIS |
| ------------------------------------------------------ | --------------------------------- | --------------------------------- | --------------------------------- |
| 2025 Vars                                              | Valentina Greggio                 | Agnes Abrahamsson                 | Cléa Martinez                     |
| 2024 Vars                                              | Valentina Greggio                 | Cléa Martinez                     | Mathilda Persson                  |
| 2023 Vars                                              | Britta Backlund                   | Valentina Greggio                 | Cléa Martinez                     |
| 2022 Vars                                              | Valentina Greggio                 | Cléa Martinez                     | Britta Backlund                   |
| 2019 Vars                                              | Britta Backlund                   | Lisa Hovland-Udén                 | Valentina Greggio                 |
| 2017 Idre Fjall                                        | Valentina Greggio                 | Karine Dubouchet                  | Lisa Hovland-Udén                 |
| 2015 Grandvalira                                       | Valentina Greggio                 | Linda Baginski                    | Lisa Hovland-Udén                 |
| 2013 Vars                                              | Liss-Anne Pettersen               | Sanna Tidstrand                   | Karine Dubouchet                  |
| 2011 Verbier                                           | Karine Dubouchet                  | Linda Baginski                    | Sanna Tidstrand                   |
| 2009 Vars                                              | Karine Dubouchet                  | Elena Banfo Sanna Tidstrand       | -                                 |
| 2007 Verbier                                           | Sanna Tidstrand                   | Elena Banfo                       | Emeli Wolff                       |
| 2005 Breuil-Cervinia                                   | Tracie Sachs                      | Kati Matsaepelto                  | Elena Banfo                       |
| 2003 Salla                                             | Jaana Viitasaari                  | Tracie Sachs                      | Kati Matsäpelto                   |
| 2001 Breuil-Cervinia                                   | Karine Dubouchet                  | Jaana Viitasaari                  | Tracie Sachs                      |
| 1999 Idre Fjâll                                        | Karine Dubouchet                  | Carolyn Curl                      | Tracie Sachs                      |
| 1995 Ylläs                                             | Cheryl Sandercock                 | Anna Morin                        | Liss-Anne Pettersen               |
| Championnats organisés par France Ski de vitesse (FSV) |                                   |                                   |                                   |
| 2006 Pro Les Arcs                                      | Sanna Tidstrand                   | Tracie Sachs                      | Elena Banfo                       |
| 2005 Pro Les Arcs                                      | Sanna Tidstrand                   | Elena Banfo                       | Kati Metsäpelto                   |
| 2004 Pro Vars/Les Arcs                                 | Tracie Sachs                      | Sanna Tidstrand                   | Elena Banfo                       |
| 2003 Pro Les Arcs                                      | Sanna Tidstrand                   | Kati Metsäpelto Tracie Sachs      | -                                 |
| 2002 Pro Les Arcs                                      | Karine Dubouchet                  | Tracie Sachs                      | Elena Banfo                       |
| 2001 Pro Les Arcs                                      | Karine Dubouchet                  | Jaana Viitasaari                  | Tracie Sachs                      |
| 2000 Pro Les Arcs                                      | Karine Dubouchet                  | Carolyn Skyer-Curl                | Tracie Sachs                      |
| 1999 Pro Aspen/Vars/Hundfjället/Les Arcs               | Karine Dubouchet                  | Carolyn Curl                      | Tracie Sachs                      |
| 1998 Pro Vars/Hundfjället/Les Arcs                     | Karine Dubouchet                  | Carolyn Curl                      | Laurence Leuba                    |
| 1997 Pro Vars/Les Arcs/Hundfjället                     | Karine Dubouchet                  | Carolyn Curl                      | Régine Bianco                     |
| 1996 Pro Vars/Les Arcs                                 | Karine Dubouchet                  | Carolyn Curl                      | Ulla Riihimäki                    |
| 1994 Pro Les Arcs                                      | Karine Dubouchet                  | Aleisha Cline                     | Carolyn Curl                      |
| Championnats organisés par d'autres fédérations        |                                   |                                   |                                   |
| 1987 La Clusaz                                         | Marie Noëlle Lappert-Estier       | Tarja Mulari                      | Cathrin Ardwison                  |
| 1986 La Clusaz                                         | Kirsten Culver                    | Torill Fjeldstad                  | Françoise Béguin                  |
| 1985 Les Arcs                                          | Jacqueline Blanc                  | Catherine Breyton                 | Annie Breyton                     |
| 1984 Les Arcs                                          | Melissa Dimino-Simons             | Catherine Breyton                 | Kirsten Culver                    |
| 1982 Velocity Peak                                     | Marti Martin-Kuntz                | Kirsten Culver                    |                                   |
| 1981 Storm Peak                                        | Catherine Breyton                 | N/A                               | N/A                               |

### Tableau des médailles
Palmarès de la catégorie Elite S1 (hommes et femmes) des championnats du monde de ski de vitesse organisés par la FIS mis à jour à l'issue des Championnats du monde 2025.
| Rang | Nation      | Or | Argent | Bronze | Total |
| ---- | ----------- | -- | ------ | ------ | ----- |
| 1    | Italie      | 12 | 6      | 4      | 22    |
| 2    | France      | 11 | 6      | 8      | 25    |
| 3    | Finlande    | 3  | 3      | 2      | 8     |
| 4    | Suède       | 3  | 8      | 6      | 17    |
| 5    | États-Unis  | 1  | 3      | 3      | 7     |
| 6    | Norvège     | 1  | 0      | 1      | 2     |
| 7    | Canada      | 1  | 0      | 0      | 1     |
| 8    | Autriche    | 0  | 3      | 5      | 8     |
| 9    | Suisse      | 0  | 3      | 1      | 4     |
| 10   | Tchéquie    | 0  | 1      | 0      | 1     |
| 11   | Royaume-Uni | 0  | 0      | 1      | 1     |